# Wahlkreis Reichenbach
Der Wahlkreis Reichenbach war ein Landtagswahlkreis zur Landtagswahl in Sachsen 1990, der ersten Landtagswahl nach der Wiedergründung des Landes Sachsen. Er hatte die Wahlkreisnummer 76. Für die Landtagswahlen 1994 wurde auch infolge der Kreisreform die Wahlkreisstruktur verändert, zudem wurde die Zahl der Wahlkreise von 80 auf 60 verringert. Das Gebiet des Wahlkreises Reichenbach wurde bis auf zwei damals noch eigenständige Gemeinden Teil des Wahlkreises Göltzschtal 1. Die Gemeinden Coschütz und Kleingera wurden bis zur Landtagswahl 1994 nach Elsterberg eingemeindet und kamen damit zum Wahlkreis Elstertal.
Der Wahlkreis umfasste folgende Gemeinden und Städte des Landkreises Reichenbach: Brockau, Brunn, Coschütz, Friesen, Hauptmannsgrün, Irfersgrün, Kleingera, Lambzig, Lauschgrün, Lengenfeld, Limbach, 	
Mylau, Netzschkau, Neumark, Oberheinsdorf, Obermylau, Pechtelsgrün, Reichenbach/Vogtl., Reimersgrün, Reuth, Rotschau, Schneidenbach, Schönbach, Schönbrunn, Unterheinsdorf, 	
Waldkirchen und Weißensand.

## Ergebnisse
Die Landtagswahl 1990 fand am 14. Oktober 1990 statt und hatte folgendes Ergebnis für den Wahlkreis Reichenbach:
| Direktkandidat | Partei (Kürzel) | Erststimmen (%) | Zweitstimmen (%) |
| -------------- | --------------- | --------------- | ---------------- |
|                | DA              | -               | 00,5             |
| Uwe Grüning    | CDU             | 53,3            | 57,6             |
|                | Chr. L          | -               | 00,6             |
|                | DBU             | -               | 00,2             |
|                | DSU             | 08,3            | 04,0             |
|                | F.D.P.          | 08,5            | 06,1             |
|                | LL-PDS          | 07,9            | 07,4             |
|                | NPD             | -               | 00,4             |
|                | FORUM           | 05,1            | 04,0             |
|                | RAP             | -               | 00,1             |
|                | SHB             | -               | 00,1             |
|                | SPD             | 16,9            | 18,9             |

Es waren 54.282 Personen wahlberechtigt. Die Wahlbeteiligung lag bei 75,5 %. Von den abgegebenen Stimmen waren 2,0 % ungültig. Als Direktkandidat gewählt wurde Uwe Grüning (CDU). Er erreichte 53,3 % aller gültigen Stimmen.